# Jabce, Horohiv
Jabce (în ucraineană Жабче) este localitatea de reședință a comunei Jabce din raionul Horohiv, regiunea Volînia, Ucraina.

## Demografie
Componența lingvistică a localității Jabce
     Ucraineană (99,53%)
     Alte limbi (0,47%)
Conform recensământului din 2001, majoritatea populației localității Jabce era vorbitoare de ucraineană (99,53%), existând în minoritate și vorbitori de alte limbi.